# Marek Ogiela
Marek Romuald Ogiela (ur. 1968 w Krakowie) – polski naukowiec, informatyk, kryptolog i biocybernetyk, profesor.

## Życiorys
Polski uczony zajmujący się informatyką, automatyką i robotyką, biocybernetyką i inżynierią biomedyczną oraz kryptografią. Jeden z pionierów informatyki kognitywnej oraz współtwórca metod komputerowego rozumienia obrazów. Autor nowatorskich rozwiązań w zakresie zaawansowanych technik sztucznej inteligencji, rozpoznawania i semantycznej klasyfikacji obrazów, a także twórca kognitywnych systemów informacyjnych. Twórca inteligentnych algorytmów podziału sekretnych informacji tzw. lingwistycznych schematów progowych współdzielenia tajemnicy. Autor nowatorskich systemów identyfikacji personalnej opartych na niestandardowych wzorcach biometrycznych. Współtwórca multimedialnej technologii rozpoznawania gestów GDL. Twórca nowej gałęzi kryptografii zwanej kryptografią kognitywną.
Związany z krakowskim środowiskiem naukowym. Profesor zwyczajny na Akademii Górniczo-Hutniczej oraz Uniwersytecie Pedagogicznym w Krakowie. Absolwent kierunku Informatyka na Wydziale Matematyki i Fizyki Uniwersytetu Jagiellońskiego z roku 1992. Stopień doktora nauk technicznych w dyscyplinie automatyki i robotyki uzyskał na Wydziale Elektrotechniki, Automatyki, Informatyki i Elektroniki AGH w roku 1996, za wyróżnioną rozprawę doktorską dotyczącą syntaktycznych metod rozpoznawania obrazów medycznych. Stopień doktora habilitowanego w dyscyplinie informatyki otrzymał na AGH w roku 2001 za badania dotyczące automatycznej interpretacji i komputerowego rozumienia zobrazowań diagnostycznych. W roku 2005 uzyskał tytuł profesora nauk technicznych jako jeden z najmłodszych polskich profesorów, a w roku 2008 mianowanie na stanowisko profesora zwyczajnego.
Członek wielu renomowanych międzynarodowych towarzystw naukowych w tym: SPIE (Life Fellow Member), IET (Fellow Member), OPTICA (Fellow Member), IEEE (Senior Member), ACM, SIIM, IS&T. W latach 2003–2011 członek Komisji Nauk Technicznych Polskiej Akademia Umiejętności.
W roku 2017 otrzymał prestiżowe wyróżnienie Fellow Member w amerykańskim towarzystwie SPIE (International Society for Optical Engineering). Towarzystwo SPIE to międzynarodowa organizacja naukowa z siedzibą w Bellingham (stan Waszyngton) w Stanach Zjednoczonych, zajmująca się optyką i fotoniką. Powstała w 1955 roku i obecnie zrzesza kilkanaście tysięcy uczonych z ponad 160 krajów świata. W ciągu ponad 70-letniej działalności towarzystwa SPIE, wyróżnienie Fellow Member otrzymało zaledwie kilkunastu naukowców z polskimi afiliacjami. Prof. Marek Ogiela jest jednym z nich i jednocześnie jest pierwszym naukowcem z Krakowa. 
W roku 2018 otrzymał wyróżnienie Fellow Member w brytyjskim towarzystwie naukowym IET (The Institution of Engineering and Technology), które zrzesza ponad 160 tys. członków ze 150 krajów. Ma ono siedzibę w Michael Faraday House w Stevenage (Wielka Brytania), a swoją historią sięga 1871 roku.
W roku 2021 uzyskał Wyróżnienie IEEE Computer Society Distinguished Contributor przyznawane najlepszym informatykom na świecie.
W roku 2025 został uhonorowany wyróżnieniem Fellow Member amerykańskiego towarzystwa naukowego OPTICA (dawnej: OSA – Optical Society of America), które powstało w roku 1916 na Uniwersytecie w Rochester. Obecnie jest ono najstarszym towarzystwem o zasięgu ogólnoświatowym, zajmującym się dziedzinami optyki i fotoniki. W okresie istnienia towarzystwa OPTICA (OSA) wyróżnienie Fellow Member otrzymało zaledwie siedmiu naukowców z polskimi afiliacjami.
Autor ponad 500 publikacji naukowych o zasięgu międzynarodowym z dziedziny rozpoznawania, maszynowej percepcji i rozumienia obrazów, a także sztucznej inteligencji i algorytmów inteligencji obliczeniowej. W swoich badaniach rozwija również intensywnie zagadnienia technik informacyjnych i kryptografii, oraz bezpieczeństwa systemów komputerowych i technik multimedialnych. Zajmuje się także algorytmami rozszerzonej rzeczywistości oraz metodami niewerbalnej komunikacji człowieka z komputerem oraz analizą behawioralną osób.
Laureat wielu prestiżowych nagród naukowych w tym nagród im. prof. W. Taklińskiego (2000, 2003, 2018) i im. prof. Z. Engela (2003). Odznaczony Medalem Komisji Edukacji Narodowej (2010), srebrnym Medalem za Długoletnią Służbę (2015) oraz Krzyżem Kawalerskim Orderu Odrodzenia Polski (2024). Członek komitetów redakcyjnych wielu czasopism międzynarodowych oraz ponad 380 komitetów organizacyjnych i naukowych międzynarodowych konferencji.

## Publikacje książkowe
1. Marek R. Ogiela, Podstawy Kryptografii, Wydawnictwa AGH, Kraków 2000.
2. Marek R. Ogiela, Syntaktyczne metody rozpoznawania obrazów i ich wykorzystanie w analizie wybranych obrazów medycznych, Rozprawy Monografie 100, Wydawnictwa AGH, Kraków 2001.
3. Marek R. Ogiela, Bezpieczeństwo systemów komputerowych, Wydawnictwa AGH, Kraków 2002.
4. Marek R. Ogiela, Systemy utajniania informacji – od algorytmów do kryptosystemów szyfrujących, Wydawnictwa AGH, Kraków 2003.
5. Marek R. Ogiela, Strukturalne metody rozpoznawania obrazów w kognitywnej analizie zobrazowań medycznych, Wydawnictwa AGH, Kraków 2004.
6. R. Tadeusiewicz, Marek R. Ogiela, Medical Image Understanding Technology, Springer Verlag, Berlin-Heidelberg, 2004.
7. Marek R. Ogiela, R. Tadeusiewicz, Modern Computational Intelligence Methods for the Interpretation of Medical Images, Springer Verlag, Berlin-Heidelberg, 2008.
8. Lidia Ogiela, Marek R. Ogiela, Cognitive Techniques in Visual Data Interpretation, Springer Verlag, Berlin-Heidelberg, 2009.
9. Marek R. Ogiela, Lakhmi Jain (eds.), Computational Intelligence paradigms in advanced pattern classification, Springer -Verlag, Berlin Heidelberg 2012.
10. Marek R. Ogiela, Lidia Ogiela, Advances in cognitive information systems, COSMOS – Cognitive Systems Monographs, Springer Verlag, Berlin Heidelberg 2012.
11. Marek R. Ogiela, Urszula Ogiela, Secure Information Management Using Linguistic Threshold Approach, Springer Verlag, London, 2014
12. Marek R. Ogiela, Tomasz Hachaj, Natural User Interfaces in Medical Image Analysis: Cognitive Analysis of Brain and Carotid Artery Images, Advances in Computer Vision and Pattern Recognition, Springer, Cham Switzerland 2015